# Osmia botitena
Osmia botitena är en biart som beskrevs av Cockerell 1909. Osmia botitena ingår i släktet murarbin, och familjen buksamlarbin. Inga underarter finns listade i Catalogue of Life.